# Szabó Krisztina
Szabó Krisztina (Pest, Józsefváros, 1823. február 3. – Debrecen, 1909. április 27.) színésznő.

## Életútja
Szabó József és Koltsovits Terézia leánya. Színi pályára lépett 1837. szeptember 30-án, a Nemzeti Színházban, ahol gyermekszerepekben léptették fel. Első ízben egy apródot játszott. A második szerepe a Földszint és emeletben lett volna, de az 1838. évi árvíz elmosta az előadást. Négy évig karnő volt a Nemzeti Színházban. 1841-ben Kilényi Dávidhoz szerződött, Kolozsvárra, majd Latabár Endréhez, Tordára. Itt játszotta első nagyobb szerepét az Elmellőzés című darabban. 1843-ban Fekete Gáborhoz szerződött, de csak rövid ideig maradt ott, azután Szabó Józsefhez ment, Nagyszombatba, innen ismét visszatért a Nemzeti Színház karába, de miután a várt előléptetés nem következett be, hősnői szerepkörrel elszerződött az akkor alakult Havi Mihály és Szabó József-féle egyesített igazgatáshoz. Ez a társulat azonban 1846-ban feloszlott, mire Erdélybe, körútra ment. A telet Gócs Edénél töltötte. 1847-ben Döme Alajosnál találjuk, Nagyváradon, majd a megnyíló szatmári társulat kötelékébe lépett. A szabadságharc kitörésekor Debrecenben működött és játszott az oroszok előtt. Innen újra Kilényihez ment. 1852-ben Hidassy Elekhez szerződött, azután megvált tőle és a Keszy József és Fehér Károly egyesített igazgatók társulatához ment, de e társulat csak tengődött, mire Hetényi József meghívását fogadta el. Ezután Kőszeghy Alajos, később Lángh Boldizsár társulatánál szerepelt, majd innen Kolozsvárra ment. 1858-ban Hubay Gusztávnál volt. Két nyári hónapon és két évig Tóth Jánosnál játszott. 1860. július 3-án szép sikerrel lépett fel a Nemzeti Színházban, a Könyves Kálmán című dráma Ingoli szerepében. A következő évben Futó János, Lángh Boldizsár, Tóth János voltak az igazgatói. 1863-tól 10 éven át több igazgatónál működött. 1873-ban Lászy Vilmoshoz ment. Rövid ideig volt Szegedi Mihálynál, ahol szerződést szegett, mivel a társulat gyenge volt. Innen Gerőfy Andorhoz kapott meghívást, ahol 3 évig működött, azután 1880-ban újra Lászy Vilmos lett az igazgatója, Debrecenben. 50 éves színészi jubileumát Somogyi Károly soproni társulatánál a Mama című vígjáték címszerepében 1887. december 22-én ülte meg. 1889-ben Debrecenben nyugalomba vonult.

## Működési adatai
1842: Latabár Endre; 1843: Károlyi; 1844: Nemzeti Színház; 1845–46: Kolozsvár; 1846–47: Gócs Ede; 1847–48: Nagyvárad, Szatmár; 1852: Hidassy Elek; 1853: Kőszegi Endre; 1854: Hetényi; 1855–56: Láng Boldizsár; 1856–57: Kecskemét; 1857–58: Kolozsvár; 1858–59: Tóth János; 1860: Pest; 1860–61: Láng Boldizsár; 1861–1862: Tóth János; 1863: Breznay Géza; 1864–65: Szilágyi Béla; 1869–70: Jakab Lajos, Szathmáry; 1870–71: Sztupa Andor; 1872: Lászy Vilmos; 1876–79: Gerőfi Andor; 1879–82: Lászy Vilmos; 1883: Szegedi Mihály, Miklósy, Lászy; 1886–87: Somogyi Károly.